# Georgi Szokolov
Georgi Aposztolov Szokolov (bolgárul: Георги Апостолов Соколов, Szófia, 1942. június 19. – 2002. június 27.) bolgár válogatott labdarúgó.
A bolgár válogatott tagjaként részt vett az 1962-es világbajnokságon.

## Sikerei, díjai
Levszki Szofija
- Bolgár bajnok (1): 1964–65
- Bolgár kupa (1): 1966–67